# Meliponula bocandei
Meliponula bocandei là một loài Hymenoptera trong họ Apidae. Loài này được Spinola mô tả khoa học năm 1853.